# Чартовиці
Чартовиці (пол. Czartowice, нім. Schartowitz) — село в Польщі, у гміні Біла Прудницького повіту Опольського воєводства.
Населення — 122 особи (2011).

## Демографія
Демографічна структура станом на 31 березня 2011 року:
|          | Загалом | Допрацездатний вік | Працездатний вік | Постпрацездатний вік |
| -------- | ------- | ------------------ | ---------------- | -------------------- |
| Чоловіки | 61      | 16                 | 35               | 10                   |
| Жінки    | 61      | 8                  | 31               | 22                   |
| Разом    | 122     | 24                 | 66               | 32                   |